# Provența
Provența (în occitană Provença, în franceză Provence) este o regiune în sud-estul Franței, situată între Marea Mediterană, Valea Ronului și Italia; în nord se află provincia Dauphiné situată în regiunea Rhône-Alpes

## Geografie

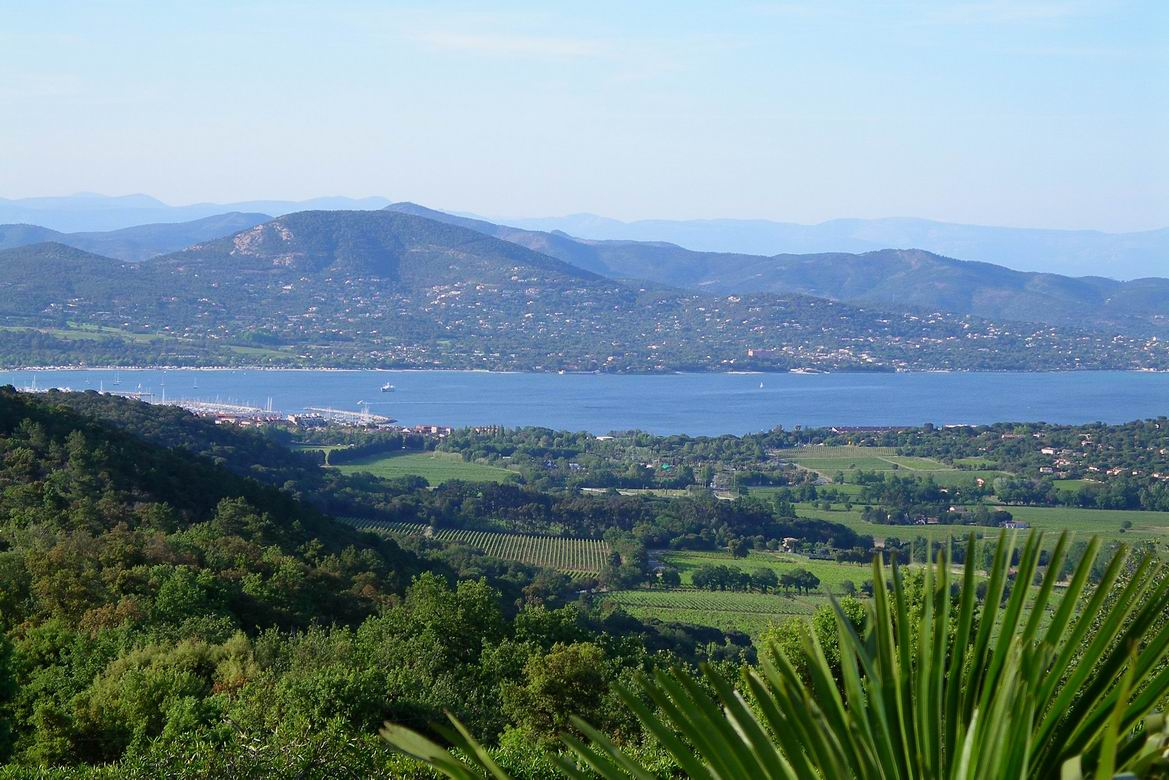
Golful Saint-Tropez

Orașele mai importante din regiune sunt Marsilia (880.000 locuitori), Nisa (345.000), Toulon (166.000), Aix-en-Provence (137.000), Avignon (90.000), Arles (50.000) și Orange (29.000). 

Harta Occitaniei

Capitala provinciei este Marsilia, de această provincie istorică aparțin departamentele: Alpes-de-Haute-Provence, Var, Vaucluse și Bouches-du-Rhône. Acestea, împreună cu departamentele Hautes-Alpes și Alpes-Maritimes alcătuiesc azi regiunea Provența-Alpi-Coasta de Azur (în franceză Provence-Alpes-Côte-d'Azur).

## Populație
Numele Provence provine din timpul romanizării intense a ținutului din perioada stăpânirii romane (lat. provincia).

Populația acestei regiuni istorice vorbea limba provensală, o limbă romanică din familia limbilor oc (langue d'oc). În urma revoluției franceze utilizarea limbii a fost interzisă, aceasta pierzându-și mare parte din vorbitori. Abia din secolul XX redevine o limba recunoscută și este admisă oficial ca limbă maternă fiind numită limbă provensală, pentru turiști fiind un punct de atracție la fel ca și muzica provensală sau santons (figuri de ceramică cu nașterea lui Isus).

## Peisaje și bucătăria provensală

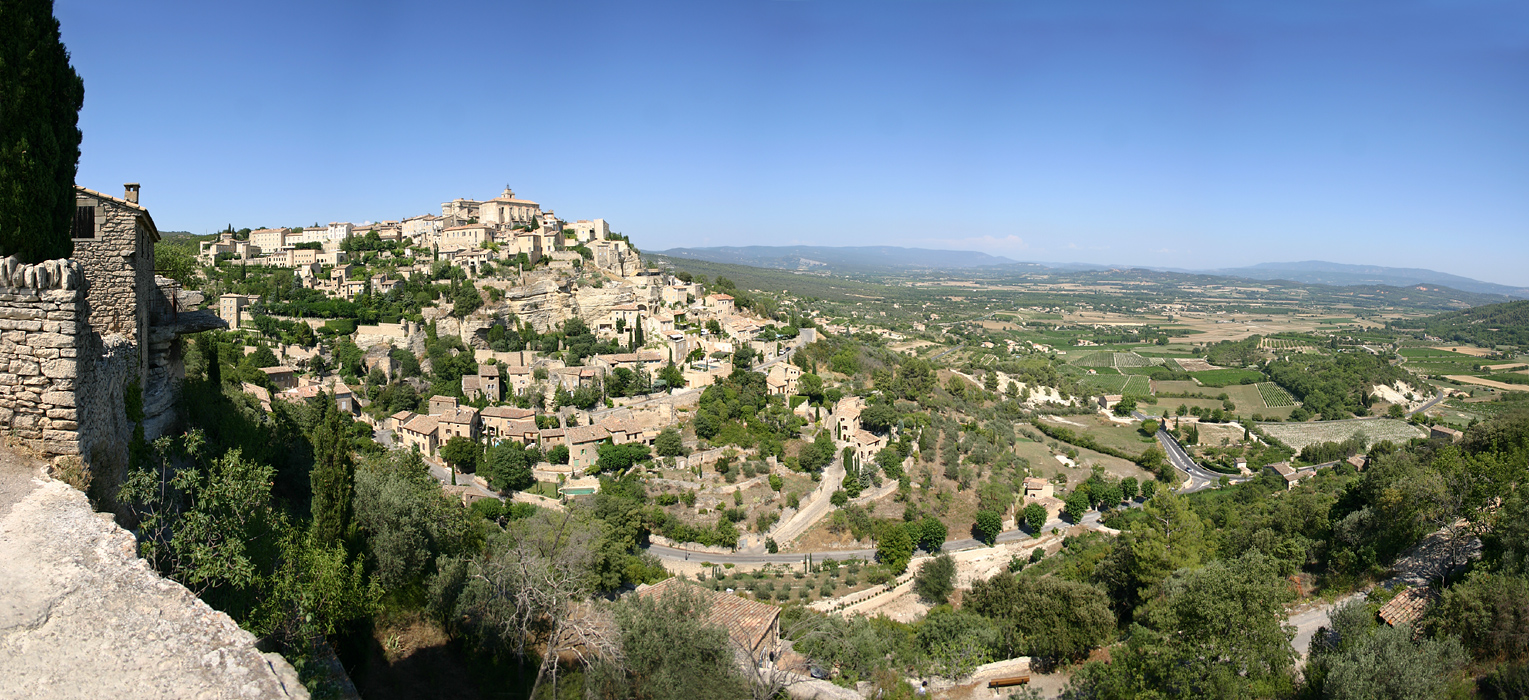
Gordes în Luberon

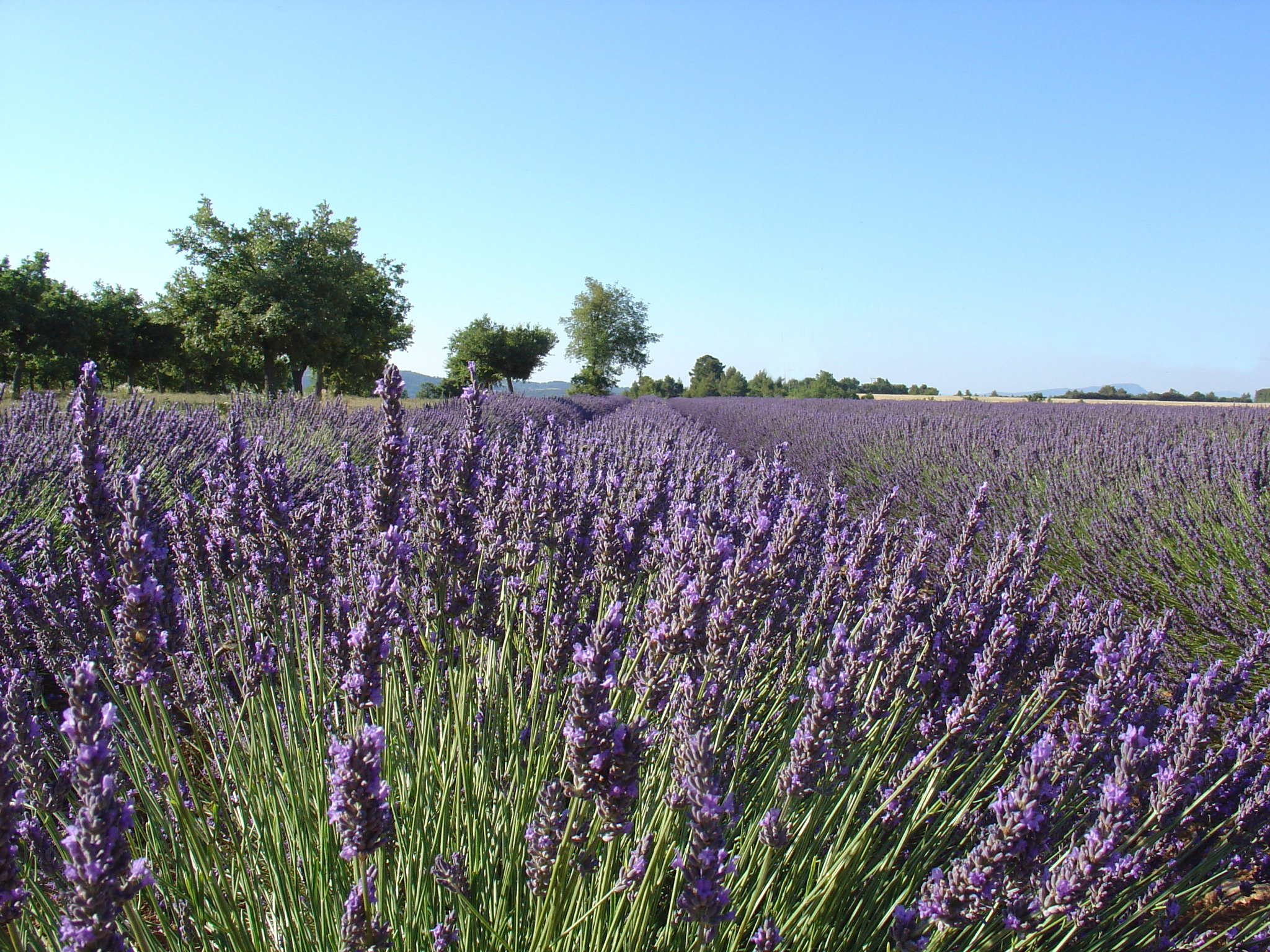
Lavandă în Provența

Agricultura regiunii este de un tip mediteranean unde cultivarea fructelor și legumelor are o pondere deosebită, mai cunoscute fiind cireșele, piersicile, caisele, migdalele și pepenii galbeni provensali de Cavaillon. Uleiurile de măsline cele mai bune provin dintr-o regiunea situată la sud de Alpilles (lanț muntos calcaros în centrul regiunii Provența situat între Avignon, Cavaillon și Arles) și anume Vallée des Baux-de-Provence ca și din Nyons.
 În locurile mai înalte sunt câmpurile cu lavandă, importante pentru industria parfumurilor, industrie ce își are centrul în orașul Grasse, lângă Nisa, pe Côte d'Azur (Coasta de Azur).
- Bucătăria provensală este renumită prin mâncărurile condimentate cu diferite condimente locale mai cunoscute fiind: bouillabaisse, o supă din pești de stâncă care se manâncă cu crutoane de pâine frecate cu usturoi și cu un sos de couloare galben-roșcată numit rouille (ce se poate traduce ca rugină) sau aïoli,  merluciu cu legume fierte și un sos cu ulei de măsline și usturoi (ail în franceză), de la care își trage numele.
- Vinurile provensale sunt renumite mulțumită climei mediteraneene și aerului uscat adus de vântul Mistral, vinurile rosé cele mai cunoscute fiind Côtes-de-Provence, Bouches-du-Rhône, Côtes-du-Rhône, Côtes-du-Luberon și Côtes-du-Ventoux. Vinurile roșii cele mai renumite sunt Châteauneuf-du-Pape, Gigondas, Bandol și Palette.

## Locuri de vizitat
Mai importante sunt:

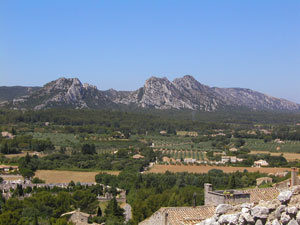
Masivul muntos Alpilles

- statuile, monumentele romane din Arles;
- amfiteatrul și arcul de triumf din Orange;
- orașul vechi Avignon;
- amfiteatrul roman din Nîmes, iar în apropiere apeductul Pont du Grand;
- Aix-en-Provence, vechea capitală a provinciei;
- Marsilia, oraș multicultural.

Peisaje:
- •	Camargue
- •	Luberon cu vârful Mourre Nègre
- •	Mont Ventoux
- •	Cheile Verdon
- •	Alpilles